# Автомобильный подъёмник револьверного типа
Автомобильный подъёмник револьверного типа, АПРТ (другое название: автомобильный подъёмник барабанного типа) — роторная система парковки автомобилей, обеспечивающая вертикальное перемещение автомобилей между уровнями гаражного комплекса и являющаяся его составной частью. Особенностью работы АПЭТ является отсутствие холостых ходов, а также экономия времени при загрузке/выгрузке автомобилей.